# Manfred Krüger (Anthroposoph)

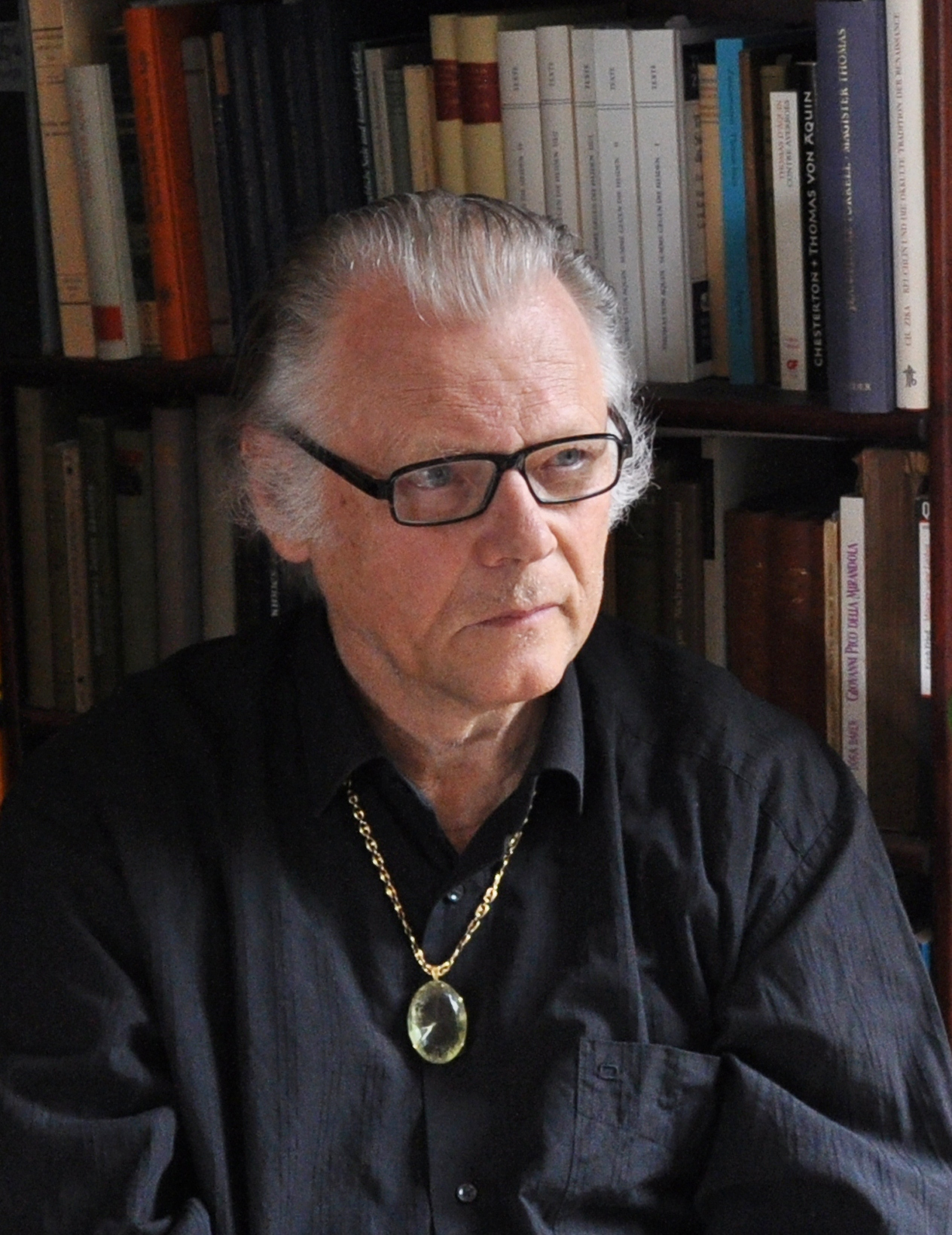
Manfred Krüger (2013)

Manfred Krüger (* 23. Februar 1938 in Köslin; † 24. Februar 2019 in Nürnberg) war ein deutscher Anthroposoph und Schriftsteller. Er war von 1986 bis 2010 Professor für Philosophie an der Fachhochschule Ottersberg.

## Leben
Nach der Vertreibung 1945 und Schulzeit in Ansbach studierte er von 1957 bis 1965 in Heidelberg und Tübingen Philosophie, Germanistik und Romanistik. Zu seinen Lehrern zählen Hans Robert Jauß (Literaturwissenschaft), Otto Friedrich Bollnow (Philosophie), Diether Lauenstein (Theologie) und Nora Ruhtenberg (Malerei). 1960 absolvierte er die Philosophische Staatsprüfung bei Walter Schulz und wurde 1965 promoviert. Von 1966 bis 1973 war Krüger als wissenschaftlicher Assistent mit Lehrauftrag für französische Literaturwissenschaft an der Universität Erlangen tätig. Seit 1969 arbeitete er zudem in der Sektion für Schöne Wissenschaften am Goetheanum. 1971 war Krüger an der Gründung des Nürnberger Seminars für Geisteswissenschaft im Rahmen der Anthroposophischen Gesellschaft in Deutschland e.V. beteiligt und erhielt dort einen Lehr- und Forschungsauftrag. 1986 wurde Krüger als Professor an die Fachhochschule Ottersberg berufen. Daneben ist er verschiedenen Gastdozenturen nachgekommen: 1975–1986 am Institut für Waldorf-Pädagogik in Witten, 2000–2006 im Rahmen einer Waldorflehrerausbildung in Tokio sowie 2004 als Gastdozent für Kunstgeschichte an der Alanus Hochschule für Kunst und Gesellschaft in Alfter.
Redaktionelle Verantwortung für Zeitschriften: Von 1960 bis 1965 war Manfred Krüger Schriftleiter der Zeitschrift Beiträge aus der anthroposophischen Studentenarbeit (Tübingen). Von 1984 bis 1996 war Manfred Krüger zusammen mit Martin Barkhoff verantwortlicher Redakteur der Wochenschrift Das Goetheanum. Von 1989 bis 2019 gehörte er der Redaktion der Vierteljahrschrift Anthroposophie. Mitteilungen aus der anthroposophischen Arbeit in Deutschland an. Während seiner Redaktionsmitgliedschaft hat er in diesen Zeitschriften regelmäßig kleinere Beiträge publiziert.
Manfred Krüger verstarb am 24. Februar 2019 in Nürnberg.

## Werk
Krüger forschte und publizierte in den Bereichen Philosophie, Theologie, Anthroposophie, Literatur- und Kunstgeschichte. Dabei strebte er die Vereinigung von Wissenschaft, Kunst und Religion an, in dem Sinn wie Johann Gottfried Herder den Ausdruck „Schöne Wissenschaft“ geprägt und Rudolf Steiner ihn erneuert hat. Begriffe wie Initiation und Reinkarnation hat Manfred Krüger als „Darstellung und Deutung des Todes“ im Werk von Gérard de Nerval herausgearbeitet. Mit dem leitenden Gesichtspunkt der Initiation untersuchte er auch „Wandlungen des Tragischen“. Am Werk des Kirchenvaters Origenes, bezugnehmend vor allem auf den Matthäuskommentar, entwickelte er, dass die Idee der Wiederverkörperung, wie sie Gotthold Ephraim Lessing und Steiner denken, in der Auferstehung Jesu Christi ihren Ursprung hat, zur „Ichgeburt“ führt und entsprechend von der alten Seelenwanderungslehre zu unterscheiden ist (1996). Die „Verklärung auf dem Berge“ hat er als Quelle für eine christliche Ästhetik gedeutet (2003). Im Werk des Novalis zeigten sich ihm „Wege zu höherem Bewusstsein“ (2008). Am Werk Albrecht Dürers hat er Mystik, Selbsterkenntnis und Christussuche als lebenslange Grundstimmung aufgezeigt (2009). In seinen Steinerstudien (1983, 1988, 2009) steht der Begriff der Meditation im Mittelpunkt. Er veröffentlichte Übersetzungen („Nachdichtungen“) europäischer Lyrik, Epik sowie der Schriften des Neuen Testaments.

## Schriften (Auswahl)
- Gérard de Nerval – Darstellung und Deutung des Todes. Kohlhammer, Stuttgart 1966.
- Eugène Ionesco. In: Wolf-Dieter Lange (Hrsg.): Französische Literatur der Gegenwart in Einzeldarstellungen (= Kröners Taschenausgabe. Band 398). Kröner, Stuttgart 1971, ISBN 3-520-39801-X.
- Wandlungen des Tragischen – Drama und Initiation. Freies Geistesleben, Stuttgart 1973, ISBN 978-3-7725-0631-4
- Bilder und Gegenbilder – Versuch über Moderne Literatur. Freies Geistesleben, Stuttgart 1978, ISBN 978-3-7725-0693-2
- Nora Ruhtenberg – Bilder aus innerem Schauen. Freies Geistesleben, Stuttgart 1976.
- Das französische Drama 1880 – 1920. In: Neues Handbuch der Literaturwissenschaft, 19, Jahrhundertende – Jahrhundertwende. H. Hinterhäuser (Hrsg.), Athenaion, Wiesbaden 1976, ISBN 978-3-7997-0135-8
- Literatur und Geschichte – Über die Kunst, das Vergangene als künftig zu denken. Freies Geistesleben, Stuttgart 1982, ISBN 978-3-7725-0048-0
- Meditation – Erkenntnis als Kunst. Ogham, Stuttgart 1983, 3. erw. Aufl. Dornach 2002 ISBN 978-3-7235-0813-8
- Meditation und Karma. Einführung in die Anthroposophie als Gralswissenschaft. Goetheanum, Dornach 1988, ISBN 978-3-7235-0456-7
- Ichgeburt. Origenes und die christliche Idee der Wiederverkörperung von Pythagoras bis Lessing. Georg Olms, Hildesheim 1996, ISBN 978-3-487-10101-9
- Das Ich und seine Masken – Zur Frage nach der Wahrheit. Kastalia, Bodenkirchen 1997, ISBN 978-3-9805902-0-4
- Die Verklärung auf dem Berge – Erkenntnis und Kunst. Georg Olms, Hildesheim 2003, ISBN 978-3-487-11868-0
- Michael – Imaginationen eines Erzengels. Pforte, Dornach 2007, ISBN 978-3-85636-178-5
- Novalis – Wege zu höherem Bewusstsein. Freies Geistesleben, Stuttgart 2008, ISBN 978-3-7725-1717-4
- Der Güter Gefährlichstes – Die Sprache. Freies Geistesleben, Stuttgart 2009, ISBN 978-3-7725-2374-8
- Mysteriendramatik im Seelenraum. Wege der Selbsterkenntnis in Geistgemeinschaft. Rudolf-Steiner-Verlag, Dornach 2009, ISBN 978-3-7274-5333-5
- Albrecht Dürer – Mystik, Selbsterkenntnis, Christussuche. Freies Geistesleben, Stuttgart 2009, ISBN 978-3-7725-2375-5
- Innere Ruhe – Christus im Seesturm. Goetheanum, Dornach 2010, ISBN 978-3-7235-1357-6
- Christus-Sophia – Die Weisheit baut sich ihr Haus. Goetheanum, Dornach 2011, ISBN 978-3-7235-1362-0
- Die Schriften des Johannes: Das Evangelium. Freies Geistesleben, Stuttgart 2011, ISBN 978-3-7725-1641-2
- Die Schriften des Johannes: Wahr ist das Wort. Freies Geistesleben, Stuttgart 2011, ISBN 978-3-7725-1642-9
- Die Schriften des Johannes: Die Apokalypse. Freies Geistesleben, Stuttgart 2011, ISBN 978-3-7725-1643-6
- Rembrandt und der weise Simeon – Die Erkenntnis des Menschensohnes. Roderer, Regensburg 2012, ISBN 978-3-89783-746-1
- Das Markusevangelium. Roderer, Regensburg 2012, ISBN 978-3-89783-764-5
- Paulus und sein Evangelium. Roderer, Regensburg 2013, ISBN 978-3-89783-787-4
- Die Erkenntnis der Engel. Roderer, Regensburg 2013, ISBN 978-3-03769-042-0
- Das Lukasevangelium. Roderer, Regensburg 2014, ISBN 978-3-89783-804-8
- Das Matthäusevangelium. Roderer, Regensburg 2014, ISBN 978-3-89783-808-6
- Die Briefe der Herrenbrüder Jakobus und Judas. Roderer, Regensburg 2015, ISBN 978-3-89783-822-2
- Petrus und die Petrusbriefe. Roderer Verlag, Regensburg 2015, ISBN 978-3-89783-826-0
- Melchisedek und der Brief an die Hebräer. Roderer, Regensburg 2015, ISBN 978-3-89783-833-8
- Die Seele im Jahreslauf – Versuch, den anthroposophischen Seelenkalender zu meditieren. 3. Auflage: Zbinden, Basel 2016, ISBN 978-3-85989-451-8
- Ästhetik der Freiheit. Gedankenschau und Kunstgedanken (Aphorismen und Essays). 2. veränderte Auflage: Amthor, Heidenheim 2016, ISBN 978-3-934104-51-8
- Denk Dichter – Schau Denker. Gedichte und Meditationen. Roderer, Regensburg 2017, ISBN 978-3-89783-860-4
- Erleben des Denkens. Roderer, Regensburg 2017, ISBN 978-3-89783-858-1
- Philosophisches Lesebuch. Roderer, Regensburg 2019, ISBN 978-3-89783-902-1
- Wie ich dich liebe? Liebe Abschied und Tod in der europäischen Lyrik. Freies Geistesleben, Stuttgart 2021, ISBN 978-3-7725-3242-9